# SCUMM
Script Creation Utility for Maniac Mansion, mais conhecida pelas iniciais SCUMM, é uma linguagem de programação e motor de jogo para desenvolvimento de jogos eletrônicos de aventura, em especial os do tipo point-and-click. Criada na LucasArts, à epoca ainda chamada de Lucasfilm Games, foi utilizada originalmente no desenvolvimento de Maniac Mansion, lançado em 1987. O motor SCUMM viria a ser utilizado durante toda a década seguinte, num ciclo que se encerraria apenas com o lançamento de The Curse of Monkey Island, o último jogo a utilizá-lo, em 1997.